# Monaco-New York
Course en équipage reliant Monaco à New York, États-Unis, créée en 1985.  
C'est le Maxi-catamaran Formule Tag de Mike Birch qui remporte l'unique édition à laquelle ont pris part seulement 9 équipages. 

## Classement 1985
Départ le 16 octobre 1985 - Arrivée le 3 novembre 1985
| Place | Nom du concurrent       | Nationalité | Nom du bateau     | Temps                 |
| ----- | ----------------------- | ----------- | ----------------- | --------------------- |
| 1     | Mike Birch              | Canada      | Formule Tag       | 21 j 00 h 20 min 56 s |
| 2     | François Boucher        | France      | Ker Cadelac       |                       |
| 3     | Sir Robin Knox-Johnston | France      | British Airways 1 |                       |
| 4     | Patrick Morvan          | France      | Jet Service       |                       |
| 5     | Sylvie Vanek            | France      | Lady Elf          |                       |
| 6     | Bernard D'Alessandri    | France      | Biotonus          |                       |
| 7     | Philippe Poupon         | France      | Fleury Michon     |                       |
| 8     | Florence Arthaud        | France      | Hôtesse Tunon     |                       |
| 9     | Perin                   | France      | Ville d'Antibes   |                       |